# Arquitectura clásica
El término arquitectura clásica tiene un significado arqueológico, en relación con la arquitectura clásica de Grecia. Sin embargo, también se utiliza por historiadores de arquitectura para referirse a una serie de estilos derivados, directa o indirectamente, de esta fuente.

## Uso arqueológico

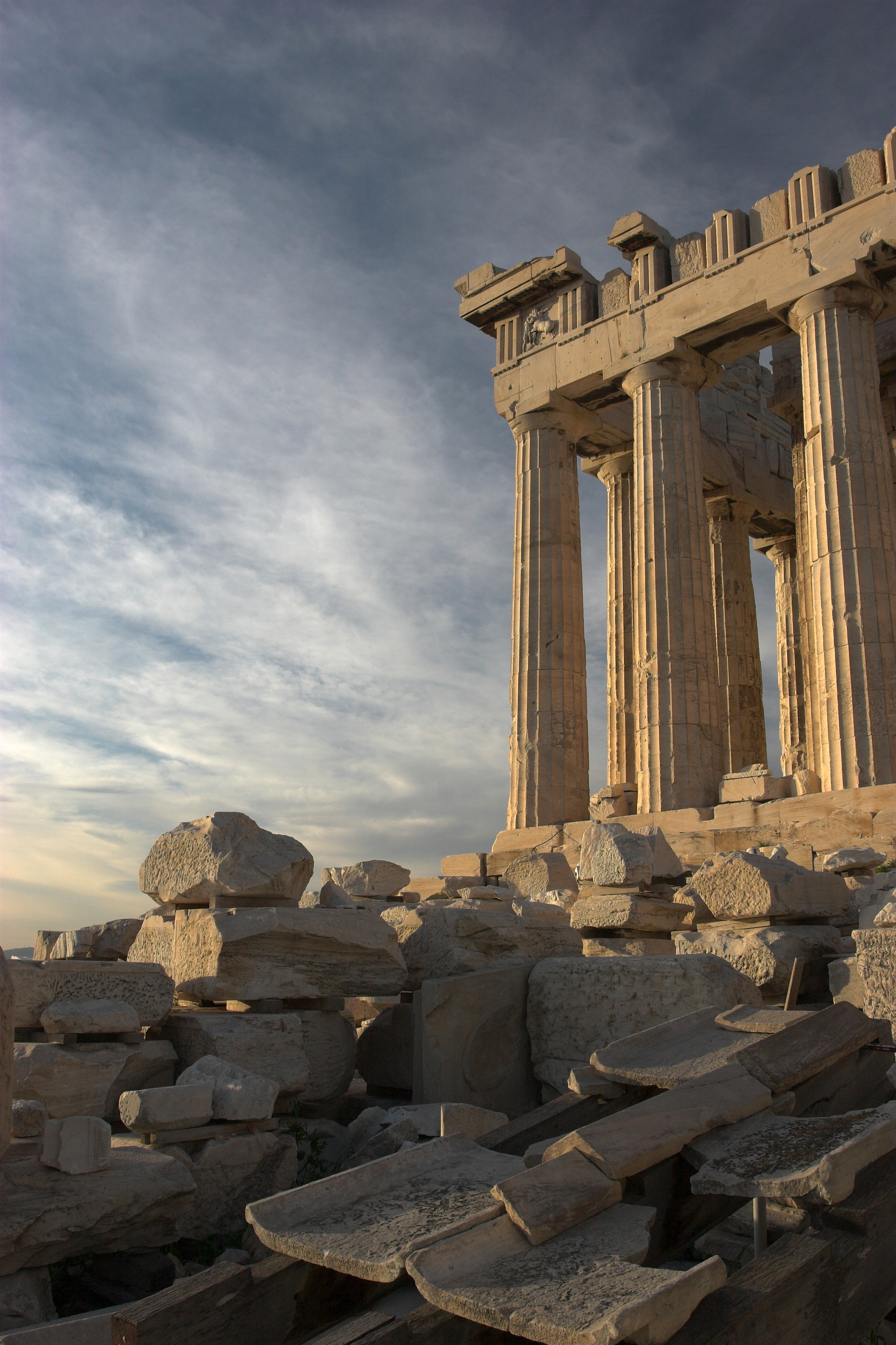
Vista desde el sur de El Partenón.

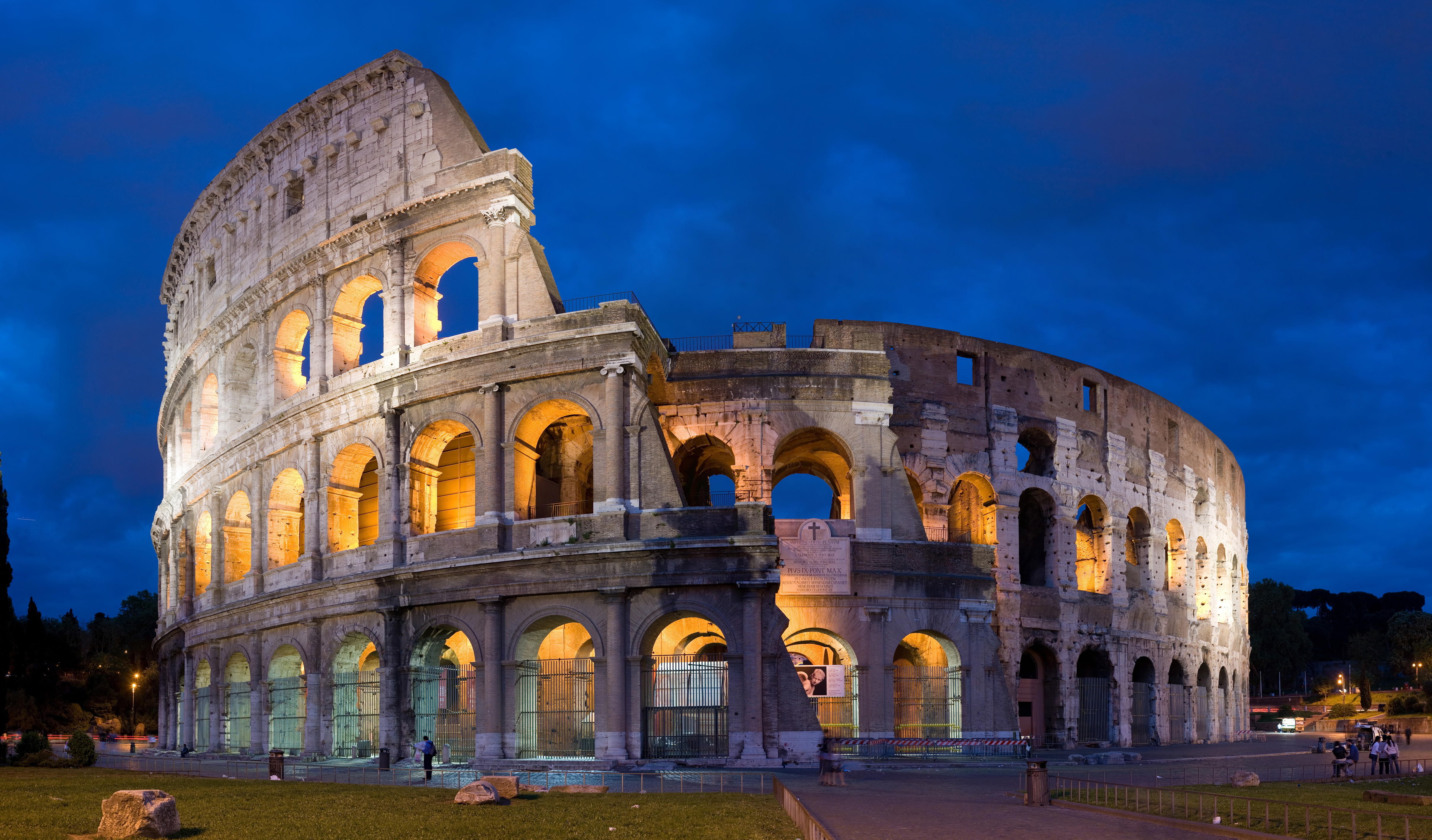
El Coliseo de Roma al atardecer.

La arquitectura clásica se pueden dividir en:
- Arquitectura de la Antigua Grecia
- Arquitectura helenística
- Arquitectura de la Antigua Roma

La arquitectura clásica no sólo hace referencia a la arquitectura griega de la época anterior a Alejandro Magno (que murió en 323 a. C.) contiene una auténtica vertiente étnica. Los antiguos griegos calificaban como bárbaro a toda persona que no hablara griego nativo. Las increíbles conquistas de Alejandro Magno y la posterior aplicación de la cultura griega en las ciudades-estado fundadas en territorios egipcios, semitas, iraníes e incluso la población produjo un cambio importante. Aunque haciendo uso de la palabra griega sigue siendo la piedra de toque de si uno es un miembro civilizado de la cultura o no lo es, la diversificación étnica del mundo helenístico es evidente. Los elementos formales de la arquitectura griega clásica se aplicaron a templos para los dioses que nunca se adoraron en Grecia.
Los romanos pueden considerarse como el último imperio helenístico. En la arquitectura preimperial, concretamente los etruscos con algunos elementos griegos. En el momento en que los romanos conquistaron la Grecia continental, en el siglo II a. C. importaron artesanos griegos para construir los principales edificios públicos. El término Arte romano y Arquitectura romana no tiene sentido étnico en relación con Italoromanos.

## Uso arquitectónico
La mayoría de los estilos originarios tras el Renacimiento en Europa pueden describirse como arquitectura clásica. Este amplio uso del término es empleado por John Summerson en El lenguaje clásico de la arquitectura. En este libro, el autor cuestiona la clasificación de obras arquitectónicas en términos clásicos o no clásicos como punto de partida de análisis temático. Las cualidades y esencias que conforman y definen un edificio, son más abarcativas que una clasificación tipológica que en ningún caso tiene en cuenta el contexto de la misma. Se define en general, a un edificio clásico, como aquel que presenta elementos significativos que proceden del vocabulario arquitectónico del mundo antiguo, es decir, elementos que pueden reconocerse fácilmente, entre ellos columnas de Órdenes clásicos, ornamentación, organización espacial a partir de la simetría, armonía y proporción, entre otros. John Summerson, define este último aspecto como un “uniforme que visten cierta clase de edificios que denominamos clásicos”, e invita a indagar en profundidad las partes que componen un edificio, su contexto, de manera previa a determinarlos o encasillarlos como un único estilo arquitectónico.
Los elementos de la arquitectura clásica se han aplicado a la arquitectura de contextos radicalmente diferentes de aquellos para los que fueron desarrollados. Los órdenes clásicos –dórico, jónico, corintio, toscano y compuesto– han significado una marca en la estilística de la historia de Grecia del siglo V a. C., así como de la arquitectura romana, como influencia a la evolución del siglo I Galia, con los estilos reviviendo una y otra vez desde entonces. 